# Топазолит
Топазолит — разновидность минерала андрадит из группы гранатов. Цвет лимонно-жёлтый или розовато-жёлтый. Название камню присвоено за визуальное сходство с топазом. Кристаллы обычно мелкие.
Встречается в Швейцарии (Церматт), в Италии (Альпы).